# Големата соба
„Големата соба“ је југословенски филм из 1977. године. Режирао га је Јане Петковски, а сценарио је писао Велко Неделковски.

## Улоге
| Глумац             | Улога |
| ------------------ | ----- |
| Благоја Чоревски   |       |
| Софија Гогова      |       |
| Ђокица Лукаревски  |       |
| Димче Мешковски    |       |
| Ненад Милосављевић |       |
| Ацо Стефановски    |       |
| Катина Иванова     |       |
| Димитар Зози       |       |